# Lotus 49

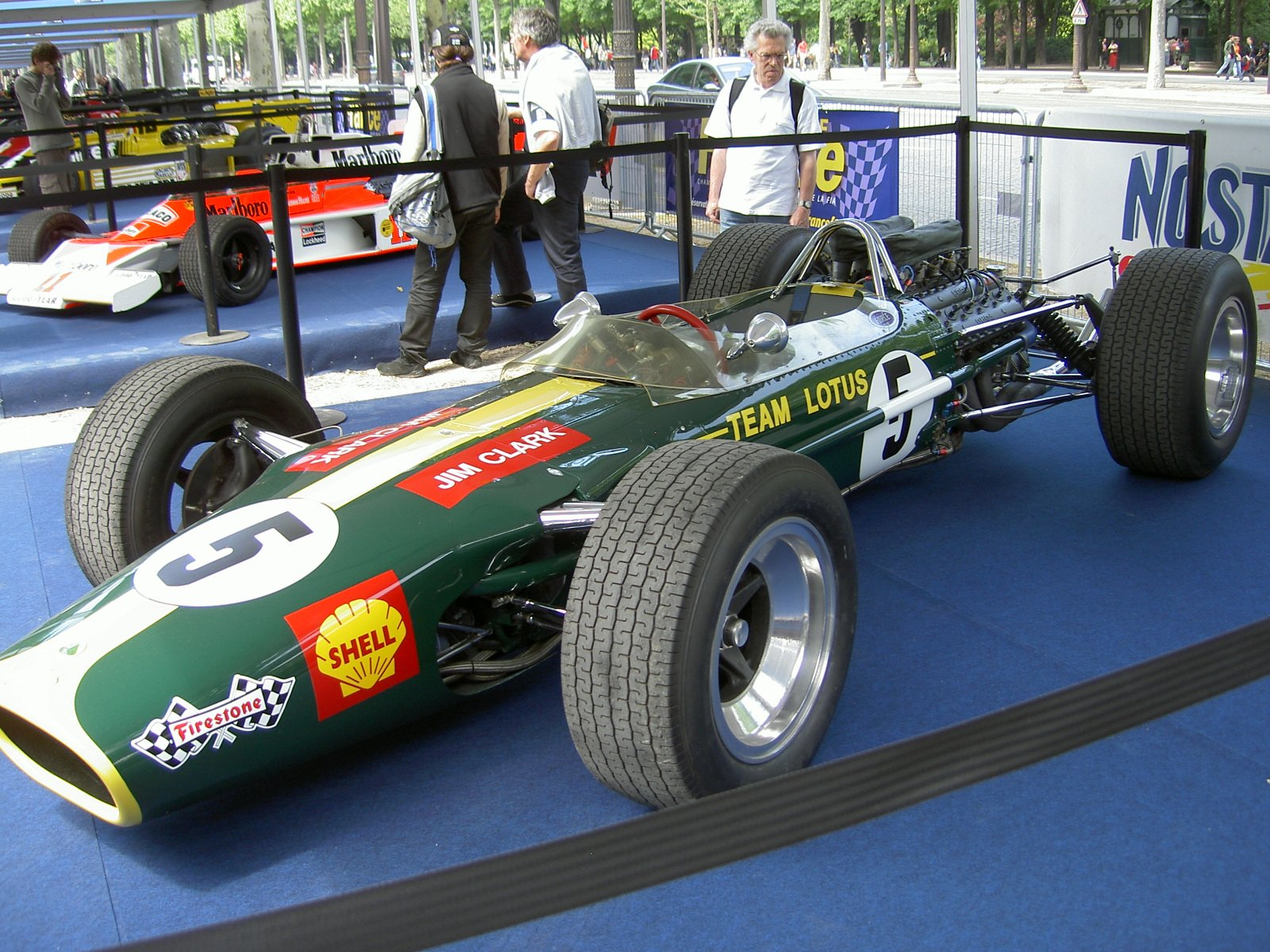
Lotus 49

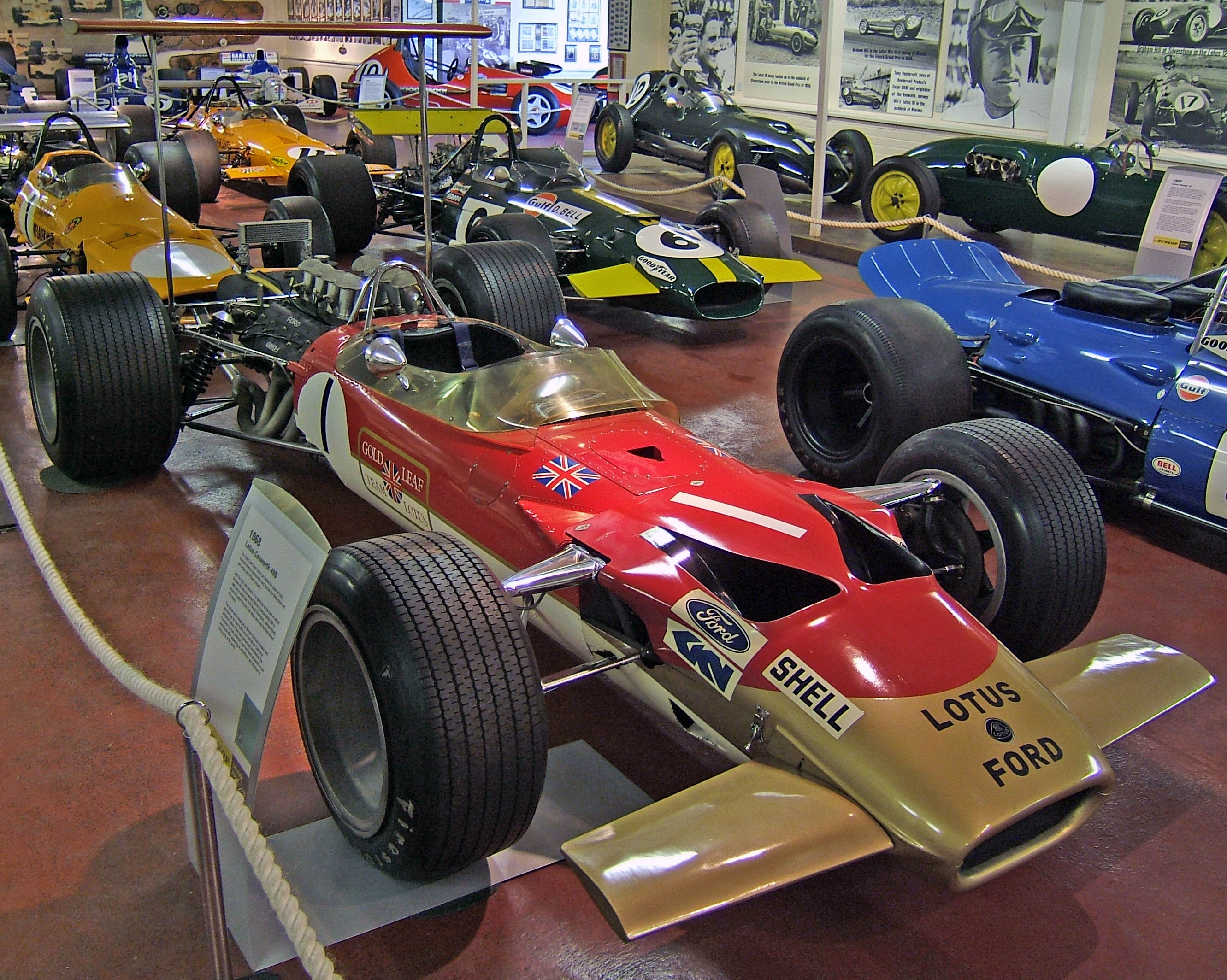
Lotus 49B

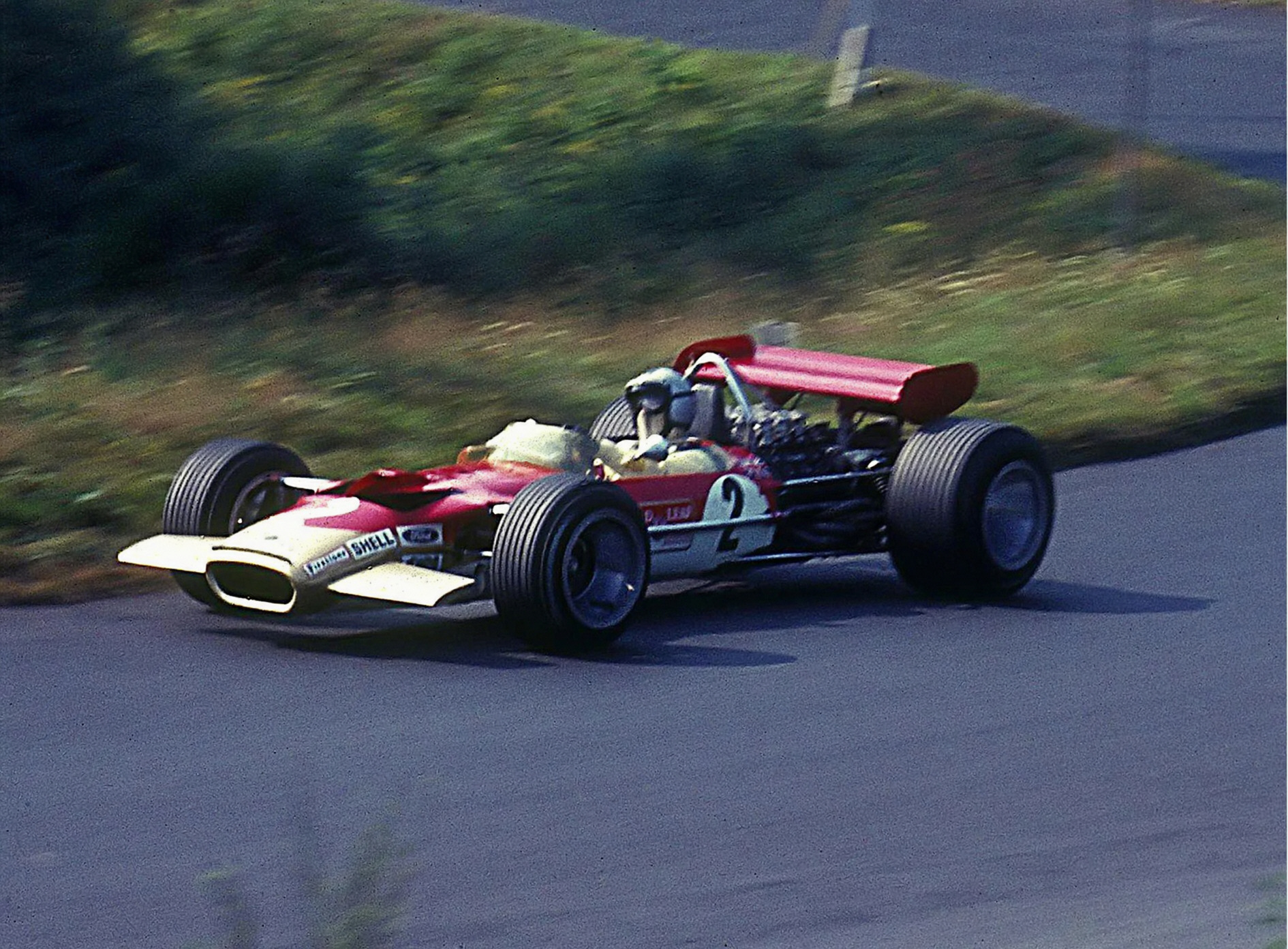
Jochen Rindt 1969 im Lotus 49B auf dem Nürburgring

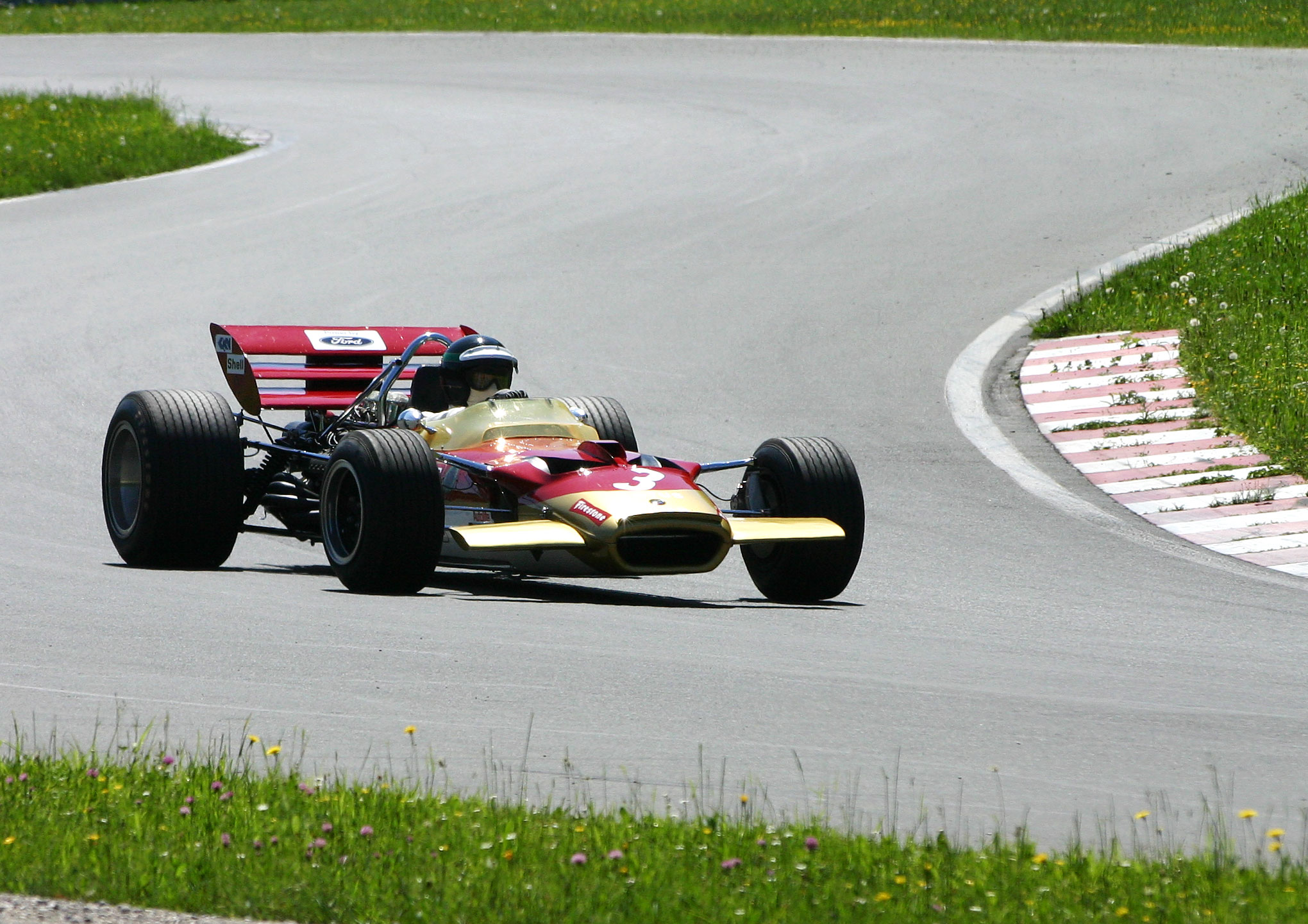
Lotus 49C

Der Lotus 49 war ein Formel-1-Rennwagen, gebaut und eingesetzt von 1967 bis 1970 vom britischen Formel-1-Team Lotus.
Der Lotus 49 setzte 1967 Maßstäbe im Rennwagenbau und ging als erstes Formel-1-Fahrzeug, in dessen Heck ein Ford-Cosworth-Motor lief, in die Geschichte des Grand-Prix-Sports ein. Nach dem unsicheren ersten Jahr der 3-Liter-Formel, die 1966 in der Formel 1 eingeführt wurde, galt der Lotus 49 als wegweisend für die Teams dieser Formel.

## Entwicklungsgeschichte
Lotus-Teamchef Colin Chapman brachte 1966 die beiden Ford-Techniker Haley Coop und Walter Hayes mit Keith Duckworth von Cosworth mit dem Ziel zusammen, einen neuen Motor für die Formel 1 zu entwickeln. Ford unterstützte die Entwicklung des DFV (Double Four Valve = doppelter Vierventiler) intensiv und Lotus, mit einem Exklusivvertrag für den Einsatz, schnitt den Lotus 49 auf diesen Motor zu.
Er war ein unkomplizierter Wagen mit einer zeitlosen Linienführung. Der 90-Grad-V8-Motor bestimmte den Querschnitt des Monocoques. Er war so hinter dem Cockpit befestigt, dass er eine tragende Rolle spielte. Der Hilfsrahmen der Hinterradaufhängung war mit dem Motorblock und den Zylinderköpfen verschraubt. Es war zwar aufwendig die Motoren zu tauschen, aber der Wagen hatte eine gute Schwerpunktlage. Die Fahrer schwärmten vom 49, der leicht und wendig war und dessen Motor ein breites Drehzahlband hatte.
Lotus baute zwölf Fahrgestelle mit der Bezeichnung 49 (drei davon waren Umbauten der bereits vorhandenen, die aber eine neue Baunummer erhielten). Eins bzw. einer der Wagen blieb ein Ausstellungsstück und wurde nie gefahren, die anderen elf wurden unter den Evo-Bezeichnungen von B bis T bis Anfang der 1970er Jahre eingesetzt. Der T mit einem nur 2,5 Liter großen Cosworth-V8 wurde nur in der Tasman-Serie gefahren (daher das T), einer Rennserie in Ozeanien, die in den späten 1960er Jahren sehr populär war.
Der Lotus 49B von 1968 hatte einen längeren Radstand, die ab dieser Saison erlaubten breiteren Räder, eine etwas mehr keilförmige Karosserie und geänderte Hilfsrahmen. Um die Bodenhaftung zu verbessern, wurde zunächst die Front mit kurzen Flügeln versehen und am Heck eine Abrisskante ausgeformt.
In der Saison 1969 kamen vorne und hinten übergroße Flügel zum Einsatz, die auf hohen Stützen mit Gummielementen direkt an den Achsschenkeln und nicht wie bei der Konkurrenz am Fahrzeugrahmen angebracht waren. Die Abtriebskräfte sollten nicht auf den ganzen Wagen, sondern nur auf die Räder wirken. Der vordere Flügel erwies sich jedoch schon bald als nachteilig, da sich die Stützen verbogen und die Reifen berührten. Beim Großen Preis von Spanien wurden die vorderen Flügel wieder durch Flügelstummel beidseits an der vorderen Haube ersetzt. Im Rennen knickten die hinteren Flügel an und versagten schließlich ganz. Zunächst verunglückte Graham Hill hinter einem Hochgeschwindigkeitssprung, blieb aber unverletzt. Drei Runden später verunglückte Jochen Rindt an dieser Stelle aus demselben Grund. Er traf das Wrack von Hills Wagen und wurde nur mit einem Nasenbeinbruch aus dem verbogenen Chassis geborgen. Nach diesen schweren Unfällen in Barcelona wurde auch der Heckflügel demontiert. Denn während des Trainings zum Großen Preis von Monaco 1969 verbot die Commission Sportive Internationale (CSI) schließlich alle Flügel. Ab sofort waren nur noch am gefederten Teil des Fahrwerks befestigte Stabilisierungsflächen erlaubt. Kurz danach wurde die Vorschrift präzisiert: hinterer Flügel maximal 800 mm hoch und maximal 1100 mm breit.
Der Lotus 49C erhielt den dreiteiligen Heckflügel des Lotus 72, kam 1970 gelegentlich noch zum Einsatz und wurde, gefahren von Jochen Rindt, beim GP von Monaco letztmalig siegreich bei der Weltmeisterschaft eingesetzt.

## Erfolge
Der 49 wurde von den großen Champions seiner Epoche gefahren. Schon beim ersten Antreten 1967 beim Großen Preis der Niederlande feierte Jim Clark damit den Sieg. Es war gleichzeitig der erste Sieg für den Cosworth-V8-Motor beim ersten Start. Auch seinen letzten Sieg 1968 in Südafrika erzielte Jim Clark in einem 49. Vier Jahre lang war der Lotus 49 das Maß der Dinge in der Formel 1. Zwölfmal siegten Fahrer mit diesen Rennfahrzeugen bei Weltmeisterschaftsläufen.
Graham Hill wurde 1968 im 49er zum zweiten Mal in seiner Karriere Weltmeister und bescherte Lotus nach 1963 und 1965 den dritten Titel eines Konstrukteursweltmeisters. Der Lotus 49 war auch das letzte Fahrzeug, das von einem echten Privatier eingesetzt einen Grand Prix gewann. Jo Siffert gewann 1968 für Rob Walker den Großen Preis von Großbritannien in Brands Hatch.
Den letzten Erfolg für diesen legendären Rennwagen fuhr Jochen Rindt 1970 ein. Rindt, der den neuen Lotus 72 nur ungern fuhr, griff beim Großen Preis von Monaco noch einmal auf den 49 zurück und gewann knapp, nachdem sich Jack Brabham in der letzten Runde in der Rascasse verbremst hatte.

## Technische Daten

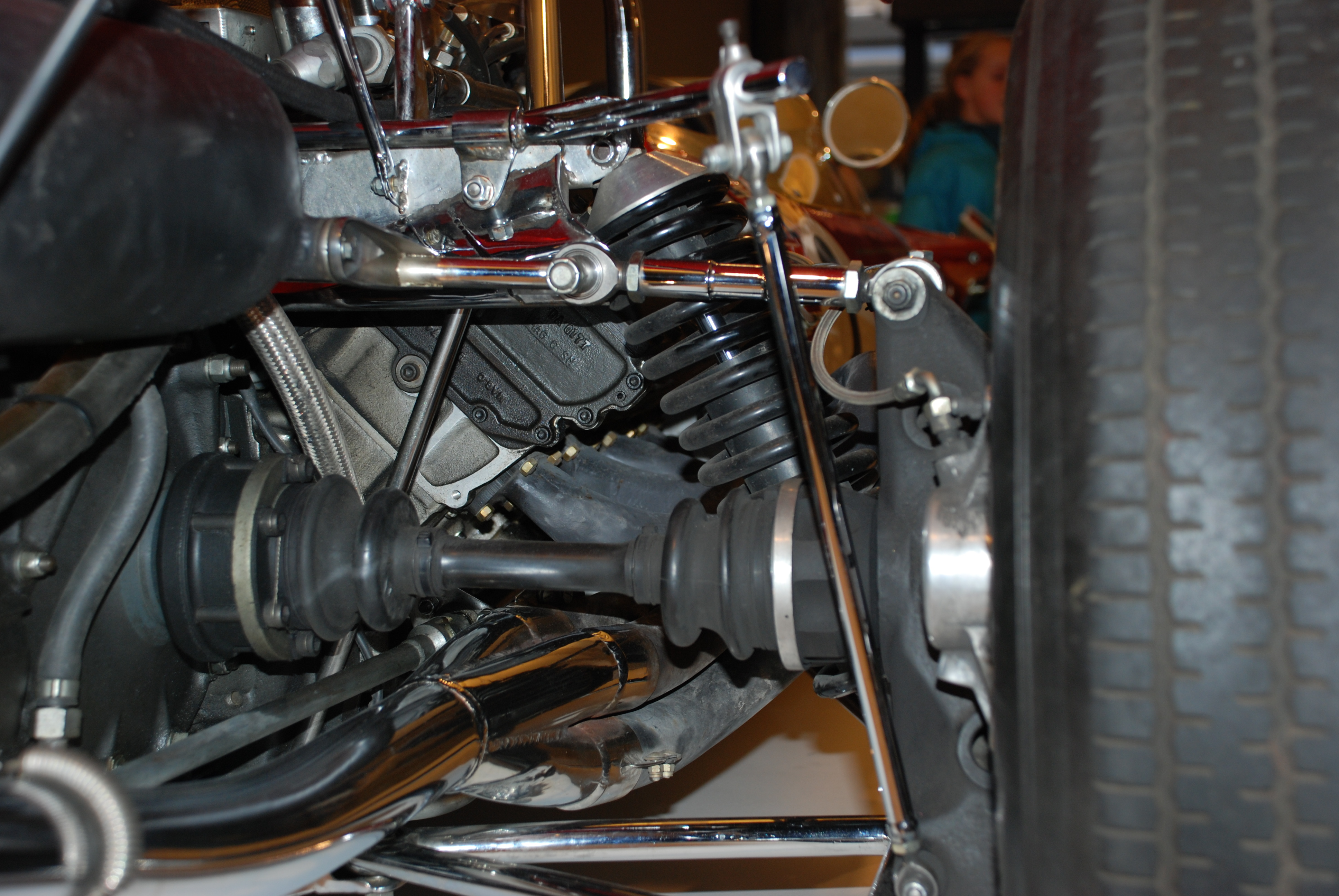
Rechte Hinterradaufhängung des Lotus 49B

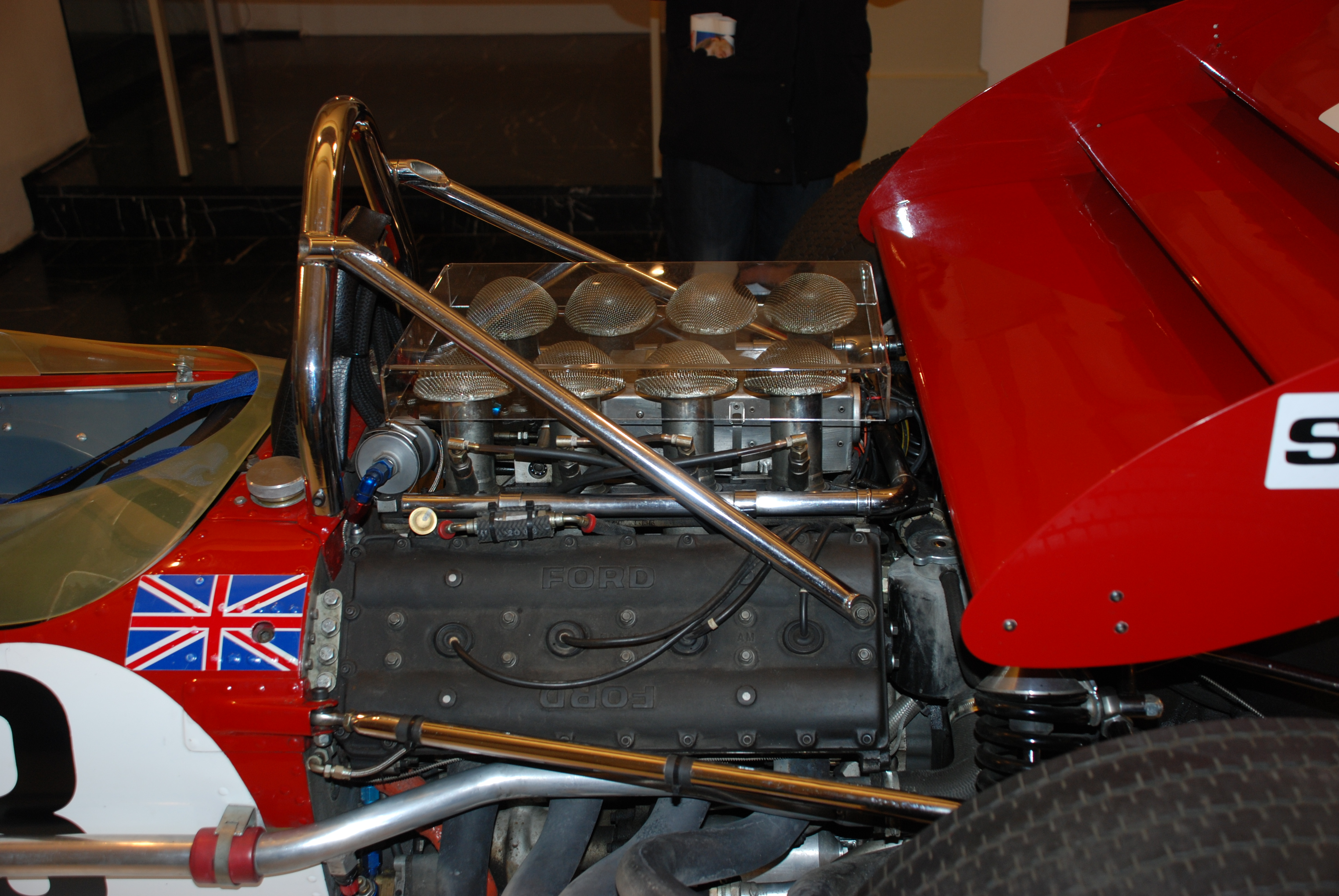
Cosworth-V8-Motor im Lotus 49B

| Entwicklungsstufe:     | 49 (1967) | 49B (1968) | 49B (1969) |
| Motor:                 | Ford Cosworth V8 (90°)                                                                                              | Ford Cosworth V8 (90°)                                                                                              | Ford Cosworth V8 (90°)                                                                                              |
| Hubraum:               | 2995 cm³ | 2995 cm³ | 2995 cm³ |
| Bohrung × Hub:         | 85,74 × 64,77 mm | 85,74 × 64,77 mm | 85,74 × 64,77 mm |
| Leistung bei 1/min:    | zirka 300 kW (410 PS) bei 9000                                                                                      | zirka 305 kW (415 PS) bei 9500                                                                                      | zirka 315 kW (430 PS) bei 10 000                                                                                    |
| Verdichtung:           | 11: 1 | 11: 1 | 11: 1 |
| Ventilsteuerung:       | zwei obenliegende Nockenwellen je Zylinderreihe, angetrieben durch Zahnräder                                        | zwei obenliegende Nockenwellen je Zylinderreihe, angetrieben durch Zahnräder                                        | zwei obenliegende Nockenwellen je Zylinderreihe, angetrieben durch Zahnräder                                        |
| Kühlung:               | Wasser | Wasser | Wasser |
| Getriebe:              | ZF 5DS-12 (vollsynchronisiert)                                                                                      | Hewland FG400 oder DG300                                                                                            | Hewland DG300 |
| Radaufhängung vorn:    | Doppelquerlenker (unterschiedlich lang), innenliegende Schraubenfedern mit Dämpfern, Querstabilisator               | Doppelquerlenker (unterschiedlich lang), innenliegende Schraubenfedern mit Dämpfern, Querstabilisator               | Doppelquerlenker (unterschiedlich lang), innenliegende Schraubenfedern mit Dämpfern, Querstabilisator               |
| Radaufhängung hinten:  | Doppelquerlenker (unterschiedlich lang), Schubstreben oben und unten, Schraubenfedern und Dämpfer                   | Doppelquerlenker (unterschiedlich lang), Schubstreben oben und unten, Schraubenfedern und Dämpfer                   | Doppelquerlenker (unterschiedlich lang), Schubstreben oben und unten, Schraubenfedern und Dämpfer                   |
| Chassis und Aufbau:    | Monocoque aus Alclad, Motor/Getriebe als tragendes Bauelement angeflanscht Hilfsrahmen vorne (Flügel, Wasserkühler) | Monocoque aus Alclad, Motor/Getriebe als tragendes Bauelement angeflanscht Hilfsrahmen vorne (Flügel, Wasserkühler) | Monocoque aus Alclad, Motor/Getriebe als tragendes Bauelement angeflanscht Hilfsrahmen vorne (Flügel, Wasserkühler) |
| Spurweite vorn/hinten: | 1524/1549 mm | 1590/1549 | 1590/1549 |
| Radstand:              | 2413 mm | 2489 mm | 2489 mm |
| Räder:                 | 15″ Lotus Magnesium                                                                                                 | 15″ Lotus Magnesium                                                                                                 | 15″ Lotus Magnesium                                                                                                 |
| Länge des Wagens:      | 4013 mm | 4013 mm | 4013 mm |
| Trockengewicht:        | 500 kg | 535 kg | 540 kg |
| Startgewicht:          | 709 kg | 744 kg | 744 kg |